# トゥルース・オア・コンシクエンシーズ
『トゥルース・オア・コンシクエンシーズ』 (Truth or Consequences) とは、アメリカ合衆国においてかつて放送されていたクイズ番組である。
1940年に放送が始まった当時はラジオで、その後1950年からはテレビで放送されていた。1957年からは、その前年に開発されたばかりの録画技術を用い、東部から西海岸までの全時間帯での放送が行われた。番組は1978年に一旦終了したが、後に1987年から1988年まで1年間だけ復活した。『トゥルース・オア・コンシクエンシーズ』は、元々のクイズ・ゲームショー的な要素に加えて、風変わりなかくし芸でも知られていた。クイズ解答者は、トリビアクイズを出題され、2秒後にブザーが鳴るまでに正答しなければならない（このクイズは難しすぎてふつうは正解できないような代物であった）。この「トゥルース」（真実）部分で失敗すると、罰として「コンシクエンシーズ」（結果）が待っている。これには恥ずかしい芸を披露させられるものから、長年音信不通だった親戚や兵役で海外の戦地に行ったままの子供らと突然再会させられるというものまでさまざまであり、これが番組の見どころとなっていた。
初代司会者はラルフ・エドワーズで、テレビでは1954年まで、またラジオでは1957年の放送終了まで司会者を務めた。その後、テレビではジャック・ベイリー（1954年 - 1955年）、ボブ・バーカー（1956年 - 1975年）、ボブ・ヒルトン（1975年 - 1978年）、およびラリー・アンダーソン（1987年 - 1988年）が司会に就いた。
1950年のある放送後、エドワーズが「この放送のあとに地名を『トゥルース・オア・コンシクエンシーズ』に改名した町で番組の放送を行なう」と公言すると、ニューメキシコ州南部の温泉町ホットスプリングスが、町名を「トゥルース・オア・コンシクエンシーズ」に改名した。

## トゥルース・オア・コンシクエンシーズ（およびその類似番組）が登場する作品
- アクション・コミック（現DCコミックス）は、1948年に発行した第127巻において、『トゥルース・オア・コンシクエンシーズ』にスーパーマンを出場させた。
- ある漫画では[どこ?]、『トゥルース・オア・コンシクエンシーズ』を模したテレビ番組においてドナルド・ダックがヒューイ・デューイ・ルーイと対戦する様子が描かれた。
- 1967年に発表されたジョージ・カーリンのデビュー・アルバム『テイク・オフズ・アンド・プット・オンズ』 (Take-Offs and Put-Ons) では、コンゴリア・ブレッキンリッジ (Congolia Breckinridge) というキャラクターが、『トゥルース・オア・コンシクエンシーズ』に類似した番組『トゥルース・オア・ペナルティーズ』 (Truth or Penalties) に出場していた。